# 高膜刺鱥
高膜刺鱥（学名：（Lepidomeda altivelis）为輻鰭魚綱鯉形目雅羅魚科的其中一種，分布於北美洲美國內華達州白河流域，體長可達7.9公分，棲息在底中層水域，已滅絕。